# Брун II Стари
Брун II Стари/Бруно II фон Кверфурт 'Стари' (на немски: Brun „der Ältere“, Graf zu Querfurt-Schrapelau; † между 19 октомври 1009 и 1013/1017) е граф на Кверфурт-Шрапелау в Хасегау в Саксония-Анхалт и абат на манастир „Св. Михаел“ в Люнебург.
Той е син на Бруно фон Арнебург-Кверфурт († 30 ноември 978) и съпругата му Фредеруна фон Харцгау († 1015 в замък Цьорбиг), вдовица на граф Вихман фон Енгерн († 21 февруари 944), дъщеря на граф Фолкмар I фон Харцгау († пр. 961). Внук е на граф Бруно I фон Кверфурт.
Брун II Стари е споменат в документи през 950 г. като собственик на замък Кверфурт в Хасегау.
След смъртта на син му, архиепископ Брун, през 1009 г. той става монах и след това третият абат на манастир „Св. Михаелис“ в Люнебург. Той умира между 1009 и 1017 г.
Брун II фон Кверфурт 'Стари' е прапрадядо на император Лотар III.

## Фамилия
Брун II Стари фон Кверфурт се жени за Ида († 27 май пр. 1009). Те имат децата:
- Свети Брун фон Кверфурт (* ок. 974, Кверфурт; † 14 февруари или 9 март 1009, Прусия), архиепископ (1004), мисионер
- Гебхард I фон Кверфурт (* ок. 970; † ок. 1017), наследява господството Кверфурт, женен за фон Ветин, дъщеря на граф Бурхард IV в Хасегау († 982) и Емма фон Мерзебург (* 942); и е прадядо на император Лотар III.
- Вилхелм